# Wolfgang Gerhardt
Wolfgang Gerhardt (født 31. december 1943 i Ulrichstein, død 13. september 2024) i Wiesbaden) var en tysk politiker, der repræsenterede det liberale parti FDP, som han var leder af fra 1995 til 2001. 
Wolfgang Gerhardt var uddannet i pædagogik, germanistik og politik fra Universität Marburg i 1969 og arbejdede derefter blandt andet i indenrigsministeriet i delstaten Hessen.
Den politiske karriere begyndte i 1978, da Wolfgang Gerhardt blev medlem af landdagen i Hessen. Han var fra 1987 til 1991 minister for videnskab og kunst i delstaten Hessen og forblev menigt medlem af landdagen til 1994. Som minister var han desuden en af delstatens repræsentanter i Forbundsrådet. I 1995 blev han formand for FDP; en post han havde til 2001. I perioden 1998 til 2006 var han desuden formand for FDP's gruppe i Forbundsdagen. Fra november 2005 til april 2006 var han leder af oppositionen. 
Forud for forbundsdagsvalget i 2005 nævntes han som en mulig udenrigsminister i en ny centrum-højre-koalition med CDU. Forbundskansler Angela Merkel endte dog med at gå i regering med SPD.
Fra 2006 til 2018 var han desuden formand for Friedrich-Naumann-Stiftung für die Freiheit, som han senere blev æresformand for.
Også internationalt gjorde Wolfgang Gerhardt sig bemærket som næstformand for Liberal International i årene 2002-2012 under formændene Annemie Neyts-Uyttebroeck (2002–2005), John Alderdice (2005–2009) og Hans van Baalen (2009–2011).